# Synagogue karaïte de Vilnius
La synagogue karaïte de Vilnius ou Vilnius Kenesa (en lituanien : Vilniaus kenesa) est une synagogue de rite karaïte située à Vilnius, qui a été consacrée en 1923,,,,. Ses fenêtres présentent un décor de style néo-mauresque à l'extérieur.

## Histoire
Achevée en 1923, la synagogue a été nationalisée en 1949 par le régime communiste et un club, des archives et des appartements y ont été créés,. Le 23 septembre 1988, la Kenesa a été restituée à la communauté karaïte,. En 1989–1993, elle a été reconstruite et le plan intérieur d'origine avec ses éléments de décoration a été restauré,.

## Galerie

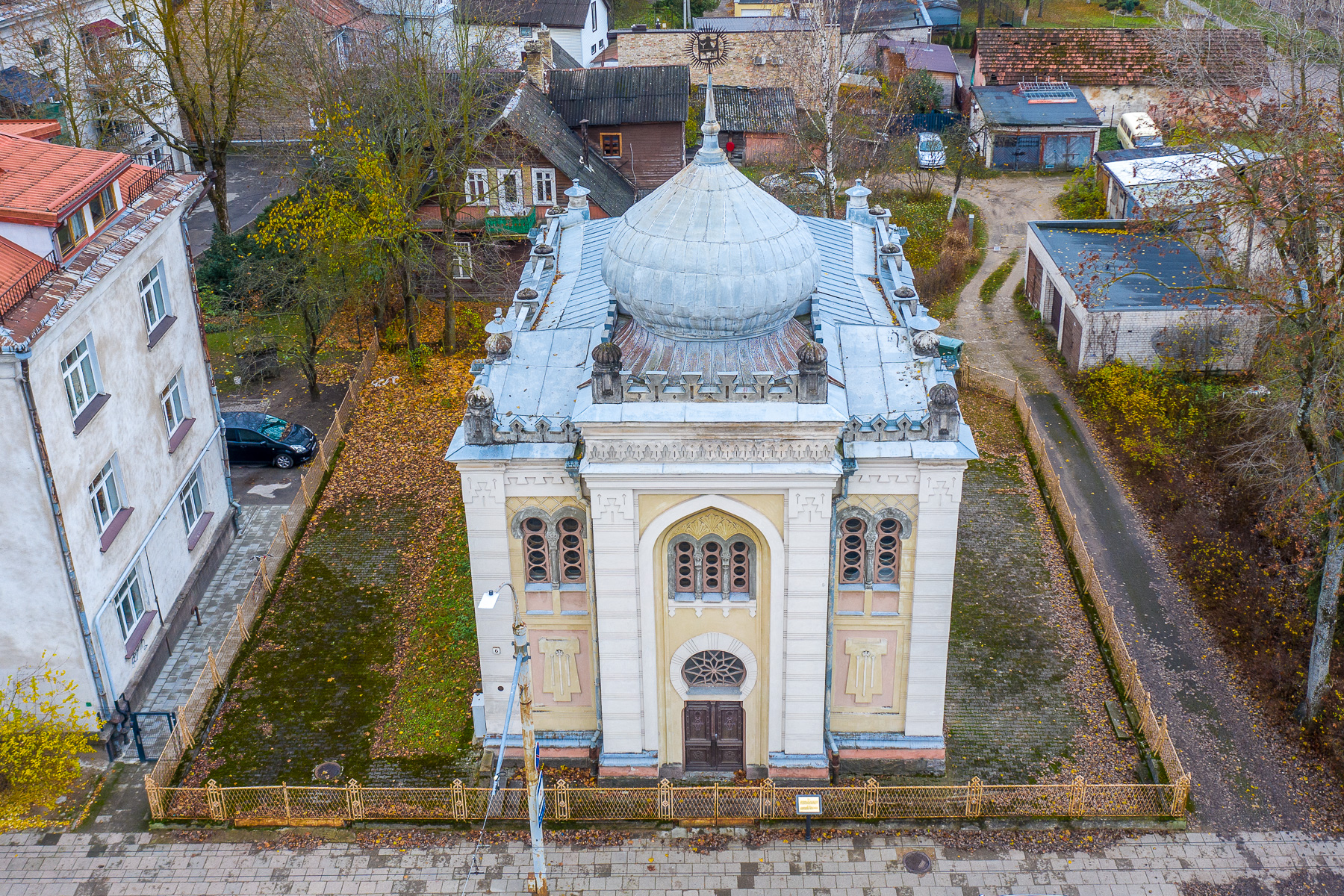
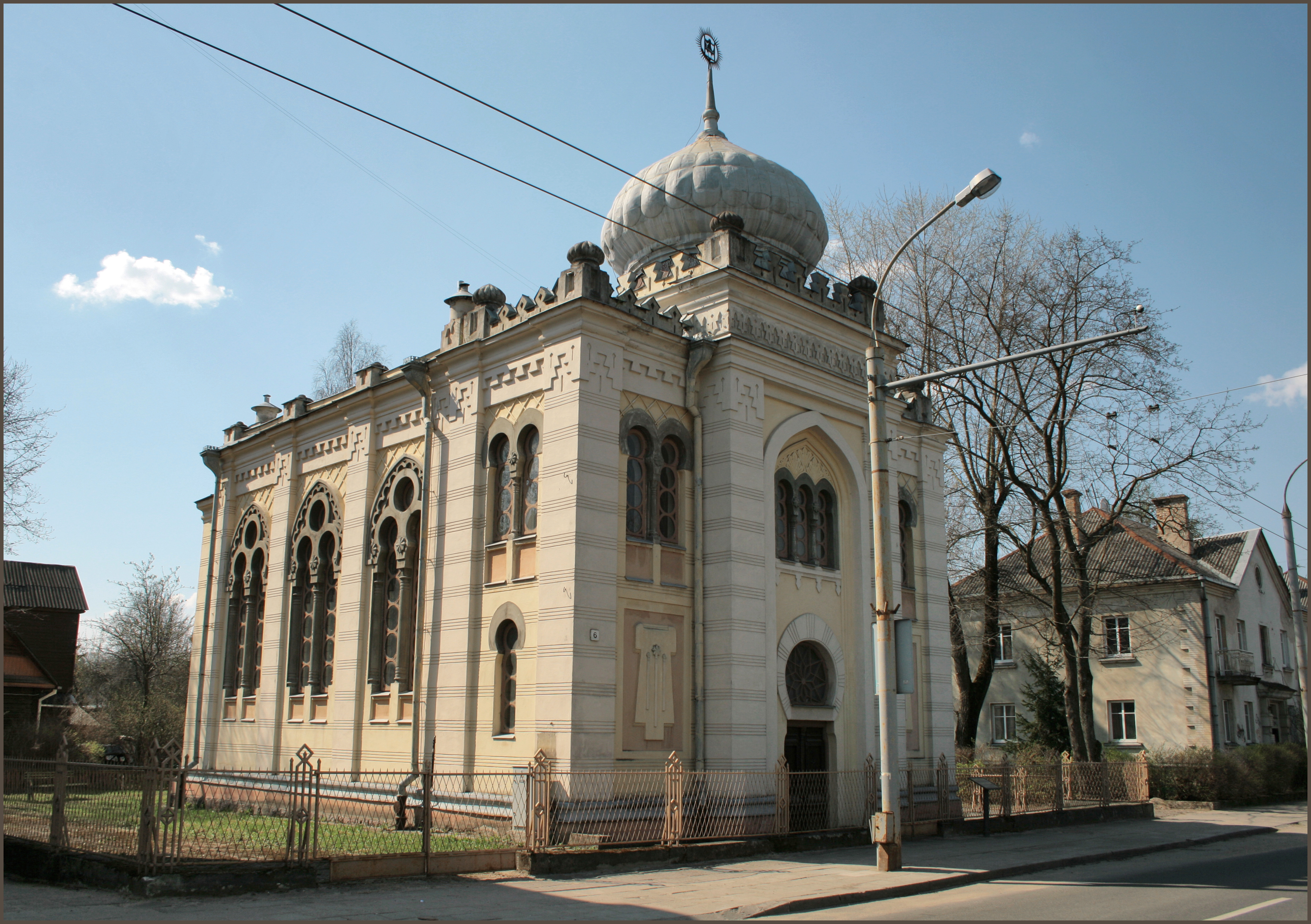